# 雅克·罗格
雅克·让·马里·罗格，罗格伯爵（荷蘭語：Jacques Jean Marie Rogge, Count Rogge， (法語：[ʒɑk ʁɔɡ], 荷蘭語：[ˈrɔɣə] ⓘ，1942年5月2日—2021年8月29日），前任國際奧委會主席，亦為比利时体育官员及帆船運動員。

## 经历
罗格出生在根特，居住在納粹比利時北部城市德因澤。罗格在耶稣会私立学校Sint-Barbaracollege和根特大学接受教育，曾經是一位整形外科医生
。他曾加入比利时橄榄球队，並奪得16次比利时全国橄榄球冠军和1次游艇世界冠军。他還参加過1968年、1972年和1976年夏季奥林匹克运动会的芬兰级帆船比賽。
罗格从1989年到1991年担任比利时奥林匹克委员会主席，1989年到2001年担任欧洲奥林匹克委员会主席。1991年他成为国际奥委会成员，并于1998年加入国际奥林匹克委员会执行委员会。2001年7月16日，罗格在莫斯科的IOC会议上被选为国际奥林匹克委员会主席，替代之前领导國際奧委會達21年之久的胡安·安东尼奥·萨马兰奇。罗格的IOC政策中，核心的一点是将夏季奥运会的参赛人数限制在10,000以下。他说，他将严格禁止腐败和使用興奮劑的行为。在2002年冬季奥林匹克运动会上，罗格成为第一个居住在奥运村的国际奥委会主席，并且亲自致力于比赛监督工作。在他的任期中，棒球和垒球在2005年7月的新加坡会议上被表决從奥运会比赛项目中取消，于2012年伦敦奥运会生效。 罗格同時獲比利时國王阿爾贝二世封為伯爵。
2021年8月29日，国际奥委会宣布罗格去世，享壽79岁。雅克·罗格生前患有帕金森病。